# 아우토스트라다 A8
아우토스트라다 A8(이탈리아어: Autostrada A8)은 밀라노와 바레세를 이어주는 총 연장 43.6 km의 거리를 가진 이탈리아의 고속도로이다. 그러나 이 고속도로는 세계 최초의 듀얼 타입을 가진 자동차 전용 도로로 구성되어 있어, 1924년 정식으로 개통되었다. 또한 해당 고속도로는 갈라져 있는 상태를 갖고 있지만, 각 방향의 차선과 나들목이 각각의 하나만 포함되어 있는 구조를 이루고 있다.

## 같이 보기
- 아우토스트라다
- 고속도로